# 大瓣绣球
大瓣绣球（学名：Hydrangea macrosepala），为绣球花科绣球属下的一个植物种。